# The Chinese Repository

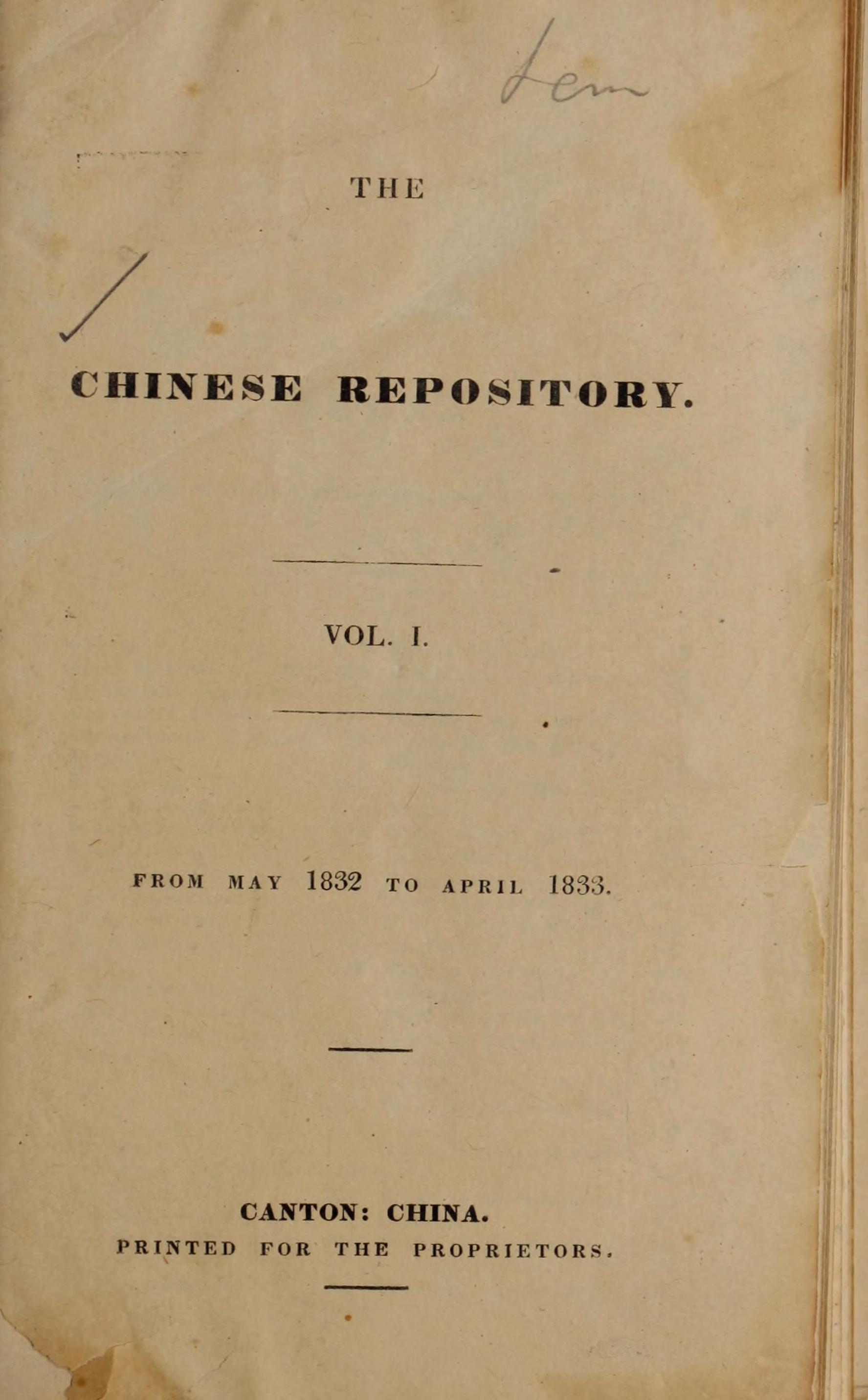

The Chinese Repository est un périodique publié à Canton du mois de mai 1832 jusqu'en 1851 à l'usage des missionnaires protestants travaillant en Asie du sud-est. Le Repository est créé par Elijah Coleman Bridgman, premier missionnaire protestant américain nommé en Chine. Bridgman en est le rédacteur en chef jusqu'à son départ pour Shanghai en 1847 mais continue à fournir des articles. James Granger Bridgman lui succède jusqu'en septembre 1848 lorsque Samuel Wells Williams le remplace comme rédacteur en chef.